# Mystikal
Michael Ernest Tyler (* 22. září 1970, New Orleans, Louisiana), spíše známý jako Mystikal, je americký rapper. Jeho největším hitem je píseň „Shake Ya Ass“ (ft. Pharrell).

## Hudební kariéra
Debutové album Mystikal vydal v roce 1994 u nezávislého labelu Big Boy Records. Toto album se mainstreamového úspěchu ještě nedočkalo, ale pomohlo Mystikalovi prorazit a získat smlouvu u Jive Records. Tam v roce 1996 vydává své album Mind of Mystikal, které se stalo zlatým. Trochu rozruchu vyvolal se svou písní „Y'all Ain't Ready Yet“, která se stala na dlouhých pět let jeho nejúspěšnější písní. V této době také zažehl spor s neworleanskými rappery upsanými u konkurenčních Cash Money Records, šlo o rappery U.N.L.V., B.G. a Lil Waynea. Během tvorby alba Mind of Mystikal byla zavražděna Mystikalova sestra Michelle.
Roku 1997 získal smlouvu u No Limit Records, kde vydal album Unpredictable, které se umístilo na 3. pozici žebříčku Billboard 200 a získalo platinové ocenění společnosti RIAA. To i přesto, že albu scházel úspěšný singl. Obdobná situace se opakovala i o rok později u druhého alba vydaného pod No Limit Records. Album Ghetto Fabulous (1998) se umístilo na 5. místě žebříčku Billboard 200 a opět získalo platinovou certifikaci.
O dva roky později vydal své nejúspěšnější album Let's Get Ready (2000). Album se umístilo na vrcholu hitparády Billboard 200, stalo se 2× platinovým a zaznamenalo úspěch i v Kanadě. To i díky velmi úspěšným singlům „Shake Ya Ass“ (ft. Pharrell) a „Danger (Been So Long)“ (ft. Nivea), obě písně produkovalo duo The Neptunes. Ve svém úspěchu chtěl pokračovat hned následující rok, kdy vydal album Tarantula (2001), to ovšem úspěch předchozího alba nezopakovalo. umístilo se na 25. pozici žebříčku Billboard 200 a získalo „jen“ zlatou certifikaci. Přesto obsahovalo vcelku úspěšný singl „Bouncin' Back (Bumpin' Me Against the Wall)“. Album s ovšem líbilo kritikům, a tak byl Mystikal nominován na dvě ceny Grammy, které ovšem nezískal. V této době také hostoval na albech rapperů Ludacrise a Lil Jona.
V roce 2003 byl obviněn ze sexuálního napadení a vydírání. V lednu 2004 byl odsouzen k šesti letům vězení. Odseděl si celý trest a byl propuštěn v lednu 2010. Po návratu domů začal pracovat na svém novém albu, zatím pojmenovaném The Big Shake Back. Album vyjde u Jive Records. Roku 2004 během uvěznění Jive vydali kompilační album Prince of the South... The Hits.
Během roku 2010 odešel z Jive Records ke Cash Money Records, kde začal nahrávat nové album. Prvním singlem byla píseň "Papercuts" (ft. Lil Wayne a Fiend), v roce 2011 následovaná singlem "Original" (ft. Birdman a Lil Wayne); ani jeden v žebříčcích nezabodoval a vydání alba bylo odloženo na neurčito. Mystikal se proto věnoval alespoň koncertnímu turné.

## Diskografie

### Studiová alba
| Rok  | Album                                                                   | Nejvyšší umístění v hitparádě | Nejvyšší umístění v hitparádě | Ocenění                     |
| Rok  | Album                                                                   | US 200                        | US Hip-Hop                    | Ocenění                     |
| ---- | ----------------------------------------------------------------------- | ----------------------------- | ----------------------------- | --------------------------- |
| 1996 | Mind of Mystikal - Vydáno: 10. února 1996 - Vydavatel: Jive             | 103                           | 13                            | US: zlaté                   |
| 1997 | Unpredictable - Vydáno: 11. listopadu 1997 - Vydavatel: No Limit, Jive  | 3                             | 1                             | US: platinové               |
| 1998 | Ghetto Fabulous - Vydáno: 15. prosince 1998 - Vydavatel: No Limit, Jive | 5                             | 1                             | US: platinové               |
| 2000 | Let's Get Ready - Vydáno: 26. září 2000 - Vydavatel: Jive               | 1                             | 1                             | US: 2x platinové CAN: zlaté |
| 2001 | Tarantula - Vydáno: 18. prosince 2001 - Vydavatel: Jive                 | 25                            | 4                             | US: zlaté                   |

### Nezávislá alba
- 1994 – Mystikal

### Kompilace
- 2004 – Prince of the South... The Hits
- 2004 – Chopped & Screwed

### Úspěšné singly
- 1995 – "Y'all Ain't Ready Yet"
- 2000 – "Shake Ya Ass" (ft. Pharrell Williams)
- 2001 – "Danger (Been So Long)" (ft. Nivea)
- 2002 – "Bouncin' Back (Bumpin' Me Against the Wall)"